# Troublemaker
«Troublemaker» — электропоп-песня британского певца Тайо Круса, выпущенная в качестве второго сингла его третьего студийного альбома TY.O. Она была выпущена в Германии 9 декабря 2011 года прежде, чем была выпущена в Великобритании в качестве ведущего сингла альбома 1 января 2012 года. Песня была написана и спродюсирована Крусом, Стивом Энджелом, Рами Якубом и Карлом Фальком. Крус исполнил песню на The Voice of Germany 27 января 2012 года. А также входит в его мини-альбом The Fast Hits EP (2012).

## Информация о песне
В интервью для Billboard Крус заявил, что фанаты могут ожидать большего количества танцевальных треков в его готовящемся к выходу альбоме. Он объяснил: "Новый альбом выйдет перед Рождеством. К тому времени у нас тоже будет пара синглов. В нем определенно будет больше той приподнятой, веселой, энергичной атмосферы, которую вы слышали на 'Break Your Heart', 'Higher' и 'Dynamite'. В альбоме также есть несколько гостей — Давид Гетта и Лудакрис, просто назовем двоих, — но у нас есть ещё пара, которые станут большими сюрпризами ".

## Клип
Музыкальное видео для Troublemaker был незаконно слили на YouTube 7 октября 2011 года без официальной премьеры. На видео Крус исполняет песню на складе в окружении нескольких танцовщиц на белом фоне. В клипе также видно, как два Lamborghini Gallardo врезаются лоб в бетонную стену, в то время как Крус исполняет трек между ними. Видео длится в общей сложности 4 минуты и 2 секунды. Видео было удалено всего через несколько часов после его утечки, но было официально восстановлено 10 ноября 2011 года.

## Список композиций
- German CD single[1]

1. «Troublemaker» — 3:40
2. «Troublemaker» (DJ Wonder Remix) — 4:27

- Digital download[2]

1. «Troublemaker» — 3:40
2. «Troublemaker» (DJ Wonder Remix) — 4:27
3. «Troublemaker» (Vato Gonzalez Remix) — 5:04
4. «Troublemaker» (JWLS Remix) — 5:51

## Чарты, сертификаты и продажи
| Чарт (2011-12)                             | Высшая позиция |
| ------------------------------------------ | -------------- |
| Австралия (ARIA)                           | 10             |
| Австрия (Ö3 Austria Top 40)                | 12             |
| Бельгия/Фландрия (Ultratip Bubbling Under) | 14             |
| Бельгия/Валлония (Ultratip Bubbling Under) | 7              |
| Франция (SNEP)                             | 90             |
| Германия (GfK)                             | 6              |
| Венгрия (Rádiós Top 40)                    | 27             |
| Ирландия (IRMA)                            | 18             |
| Нидерланды (Dutch Top 40)                  | 22             |
| Нидерланды (Single Top 100)                | 50             |
| Шотландия (OCC Scotland)                   | 2              |
| Швейцария (Schweizer Hitparade)            | 7              |
| Великобритания (OCC UK Hip Hop/R&B)        | 2              |
| Великобритания (OCC UK Singles)            | 3              |
| US Hot Dance Club Songs (Billboard)        | 31             |

| Чарт (2012)                          | Позиция |
| ------------------------------------ | ------- |
| Austria (Ö3 Austria Top 40)          | 63      |
| Germany (Media Control AG)           | 46      |
| Switzerland (Schweizer Hitparade)    | 58      |
| UK Singles (Official Charts Company) | 131     |

| Регион                                                      | Сертификация | Продажи  |
| ----------------------------------------------------------- | ------------ | -------- |
| Австралия (ARIA)                                            | Платиновый   | 70 000^  |
| Германия (BVMI)                                             | Золотой      | 150 000^ |
| Швейцария (IFPI Switzerland)                                | Платиновый   | 30 000^  |
| ^ Данные о тиражах приведены только на основе сертификации. |              |          |

## Хронология релиза
| Регион         | Дата           | Формат                         |
| -------------- | -------------- | ------------------------------ |
| Германия       | 9 декабря 2011 | CD-сингл, цифровая дистрибуция |
| Великобритания | 1 января 2012  | цифровая дистрибуция           |